# Station Sakaishi
 Station Sakaishi  (堺市駅,  Sakaishi-eki) is een spoorwegstation in de wijk Sakai-ku in de Japanse stad Sakai. Het station wordt aangedaan door de Hanwa-lijn. Het heeft twee sporen, gelegen aan twee zijperrons. 

## Treindienst

### JR West
| 1 | ■ Hanwa-lijn | richting Tennōji en Ōsaka          |
| 2 | ■ Hanwa-lijn | richting Ōtori, Hineno en Wakayama |

## Geschiedenis
Het station werd in 1932 geopend als de stopplaats Hanwa Sakaishi. In 1940 werd het veranderd in Sakai-Kaneoka en in 1944 in Kaneoka. In 1965 kreeg het station zijn huidige naam. In 1991 werd het station vernieuwd.

## Overig openbaar vervoer
Bussen van Nankai.

## Stationsomgeving
Het gebied rondom het station staat bekend als Kaneoka en kent veel bedrijvigheid.
- Osaka-gevangenis.
- Stedelijk crematorium van Sakai
- Cultuurcentrum van Sakai:
  - Alfons Mucha-hal
  - Yosano Akiko-theater
- Belle Mage Sakai (multifunctioneel complex):
  - Izumiya
  - Centrale bibliotheek van Sakai
  - Daiso (voordeelwinkel)
- Super Tamade (supermarkt)
- Super Hayashi (supermarkt)
- Osaka ziekenhuis voor arbeidsongevallen
- FamilyMart
- 7-Eleven
- Kaneoka-park
- Shinonome-park
- Hōchigai-schrijn
- Sakai Memorial Hall